# 坂東彦三郎 (4代目)
四代目 坂東 彦三郎（よだいめ ばんどう ひこさぶろう、1800年（寛政12年） - 1873年（明治6年）11月14日）は幕末から明治初期の歌舞伎役者。屋号は音羽屋。俳名に薪水・楽善。通称：亀旦那／彦旦那（彦だん）。享年74。戒名：長承（彰）院斎誉彦光居士。

市村座の帳元・福地茂兵衛の子。三代目坂東彦三郎の甥で、養子。文化9年（1812年）11月に市村座で市村竹三郎の名で初舞台。翌年11月に市村亀三郎と改名。文化13年（1816年）11月に三代目坂東彦三郎の養子となり、四代目坂東彦三郎を襲名した。
文政の末年には名古屋、大坂を中心に備中、尾道などの芝居小屋を勤め、天保6年（1835年）に江戸に戻る。安政3年（1856年）3月に養子の初代坂東竹三郎に「彦三郎」を譲り、自らは初代坂東亀蔵を名乗る。その後再び上方へ上り上方の各地を巡った。
明治4年（1871）に一世一代として『有職鎌倉山』の佐野兵衛などを演じ引退、明治6年（1873年）死去。
若き日は『菅原伝授手習鑑』の桜丸や『一谷嫩軍記』の源義経などの二枚目を得意としたが、その後実事、所作、武道をよくし老役から敵役までこなした。
養子が五代目坂東彦三郎。